# Ruffinis känselkroppar
Ruffinis känselkroppar (även kallade Ruffini-ändar och Ruffinis korpuskel) är en typ av afferenta (sensoriska) mekanoreceptorer i huden uppkallade efter läkaren Paolo Ruffini. 
Till utseendet är receptorerna spolformade och 1-2 µm i storlek. De är inkapslade i kollagena buntar och har fria nervändar (nervfibrer) inne i kapseln. Deras förmåga är att reagera på mekanisk stress i samband med att kollagenfibrerna ändrar läge.
Ruffinikroppar finns i både hårig och hårlös hud, de är lågtröskliga och adapterar långsamt till stimuli.